# Ладожский район
Ладожский район — административно-территориальная единица в составе Азово-Черноморского и Краснодарского краёв, существовавшая в 1934—1953 годах. Центр — станица Ладожская
Ладожский район был образован 28 декабря 1934 года в составе Азово-Черноморского края. В его состав вошли 8 сельсоветов: Александровский, Болговский, Безлесный, Братский, Восточный, Калининский, Ладожский и Ленентальский.
13 сентября 1937 года Ладожский район вошёл в состав Краснодарского края.
4 мая 1941 года к Ладожскому району были присоединены Красный, Ленинский, Новоселовский и Семеновский с/с упразднённого Ванновского района.
22 августа 1953 года Ладожский район был упразднён. Его территория в полном составе была передана в Усть-Лабинский район.